# Французский конституционный референдум (1804)
Французский конституционный референдум проводился в ноябре 1804 года для ратификации проекта конституции Французского консулата, которая сделала Наполеона, который был до этого пожизненным консулом, императором Франции, превратив Первую Французскую республику в Первую Французскую империю.
Из около 7 миллионов избирателей в голосовании не участвовало 52.8 %. Референдум одобрил Конституцию практически единогласно. Официально было объявлено, что 99,93% голосов было подано за создание Империи. На этом завершилась история Первой французской республики.

## Результаты
| Да и Нет     | % голосов | Количество |
| ------------ | --------- | ---------- |
| Да (за)      | 99,93%    | 3 521 675  |
| Нет (против) | 0,07%     | 2 579      |
| Всего        | 100%      |            |

## См.также
- Французский консулат
- Пожизненное консульство
- Первая Французская империя